# Бреґіне
Бреґіне (пол. Breginie) — село в Польщі, у гміні Стшеґово Млавського повіту Мазовецького воєводства.
Населення — 134 особи (2011).
У 1975-1998 роках село належало до Цехановського воєводства.

## Демографія
Демографічна структура станом на 31 березня 2011 року:
|          | Загалом | Допрацездатний вік | Працездатний вік | Постпрацездатний вік |
| -------- | ------- | ------------------ | ---------------- | -------------------- |
| Чоловіки | 65      | 11                 | 47               | 7                    |
| Жінки    | 69      | 17                 | 35               | 17                   |
| Разом    | 134     | 28                 | 82               | 24                   |